# Fray Tormenta
Fray Tormenta (né le 29 mai 1945) est un prêtre mexicain qui a fait une carrière de lutteur pour financer un orphelinat.

## Biographie
Né Sergio Gutiérrez Bénitez à San Agustín Metzquititlán dans l'état d'Hidalgo au Mexique, Fray Tormenta est le 15ème enfant d'une famille de 17 enfants. Il grandit en travaillant dans les rues de Mexico. Pour survivre il fabriquait des chaises et vendait des glace à l'eau. Il travailla dans des théâtres, anima des bus, et joua dans des groupes de musique. Il développa aussi une addiction à la drogue mais après une vision religieuse, il décida de combattre cette addiction et s'accrocha  pendant 72 heures à un lit. Il finit par rejoindre un séminaire pour devenir prêtre.
Après qu'il fut ordonné en 1973, il obtint un nom en tant que prêtre et il devint « Padre Fray Tormenta ». Il aida des enfants abandonnés et des orphelins en les recueillant la nuit en cachette. Pour financer un orphelinat, que ses supérieurs avaient refusé de financer, il décida de commencer sa carrière de lucha libre en 1978. Il fonda cet orphelinat qu'il appela "La Casa Hogar de los Cachorros de Fray Tormenta".

## Film inspiré de son histoire
En 1991, le film français L'Homme au masque d'or réalisé par Éric Duret, est inspiré de son histoire ; Jean Reno y interprète le prêtre sous le nom de Victor Gaetano.
En 2006, la comédie américaine Super Nacho, réalisée par Jared Hess, est inspirée de son histoire ; Jack Black y interprète le prêtre sous le nom de Nacho.